# Zeche Lina 1
Die Zeche Lina 1 ist ein ehemaliges Steinkohlenbergwerk im Wittener Ortsteil Vormholz. Die Zeche war eine Kleinzeche, die aus einer Umbenennung der Zeche Schalk entstanden ist. Besitzer dieser Kleinzeche war Gustav Schalk. Später übernahm die Gewerkschaft Lina 1 das Bergwerk. Die Zeche Lina 1 war nur wenige Jahre in Betrieb. Der Hauptförderpunkt des Bergwerks befand sich an der Rauendahlstraße nördlich der Kurven.

## Bergwerksgeschichte
Am 1. November des Jahres 1947 wurde die Kleinzeche an der Rauendahlstraße unter dem Namen Zeche Schalk in Betrieb genommen. Es wurde über einen Stollen in den Flözen Geitling und Kreftenscheer abgebaut. Später wurde über einen tonnlägigen Schacht im Flöz Mausegatt abgebaut. Am 30. Oktober des Jahres 1949 wurde das Grubenfeld der Zeche Finkensiep, die nur vom 30. Mai bis zum 31. Oktober des Jahres 1949 in Betrieb war, mit zwei Abbaustellen übernommen. Eine dieser Abbaustellen befand sich im Flöz Geitling, die andere im Flöz Kreftenscheer. Im Jahr 1950 wurde die Zeche Schalk bereits intern umbenannt in Zeche Lina 1. Am 4. Dezember des Jahres 1951 erfolgte dann die offizielle Umbenennung. Das Bergwerk hatte ab dem Jahr 1951 zwei Betriebsstellen. Die eine Betriebsstelle befand sich an der Rauendahlstraße, beim heutigen Göpelschacht mit Dreibaum, die andere später zusätzlich angelegte Betriebsstelle befand sich im jungen Eulenwald. Hier wurde ein tonnlägiger Schacht bis ins Flöz Kreftenscheer betrieben. Der Schacht hatte eine Teufe von mindestens 80 Metern.
Die abgebauten Kohlen wurden in den jeweiligen Schächten in Fördertonnen nach über Tage gefördert. Die Fördertonnen wurden im Schacht auf Schienen geführt. Es wurde an dieser Betriebsstelle aber auch im Flöz Geitling abgebaut. Das Bergwerk hatte für seine Kohlen einen festen Abnehmer. Der überwiegende Teil der geförderten Kohlen wurden zu Feinkohlen gemahlen und in einer Staubfeuerung des Kunden genutzt. Die Lösung der Grubenwässer erfolgte über den St.-Johannes-Erbstollen. Am 6. Dezember des Jahres 1951 kam es zu einem Steinfall, bei dem zwei Bergleute getötet wurden. Am 5. Mai des Jahres 1952 wurde die Betriebspläne für den Abbau in den Flözen Geitling und Kreftenscheer beim Bergamt eingereicht. In der zweiten Jahreshälfte desselben Jahres wurde der Abbau in Flöz Geitling eingestellt. In der Zeit vom 6. März bis zum 30. Mai des Jahres 1958 war das Bergwerk außer Betrieb. Am 30. Juli desselben Jahres wurde die Zeche Lina 1 stillgelegt. Da das Bergwerk im tagesnahen Bereich in einigen Bereichen auch Sicherheitspfeiler abbaute, entstanden in den betroffenen Bereichen anschließend mehrere Tagesbrüche.

## Förderung und Belegschaft
Die ersten Förder- und Belegschaftszahlen werden für das Jahr 1950 genannt, in dem Jahr wurden von 33 Bergleuten 2692 Tonnen Steinkohle gefördert. Die maximale Förderung der Zeche wurde im Jahr 1954 erbracht. In diesem Jahr wurden mit 20 Beschäftigten 3496 Tonnen Steinkohle gefördert. Im Jahr 1955 wurden mit 13 Beschäftigten 2550 Tonnen Steinkohle gefördert. Die letzten bekannten Förderzahlen des Bergwerks stammen aus dem Jahr 1957, es wurden 3174 Tonnen Steinkohle gefördert. Diese Förderung wurde von elf Beschäftigten erbracht.